# 카스티예호데로블레도
카스티예호데로블레도(Castillejo de Robledo)는 소리아도 카스티야이레온에 위치한 무니시피오이다. 2004년 인구 조사 (INE)에 따르면, 이 무니시피오의 인구는 161명이다.

## 카스티예호데로블레도 사진첩

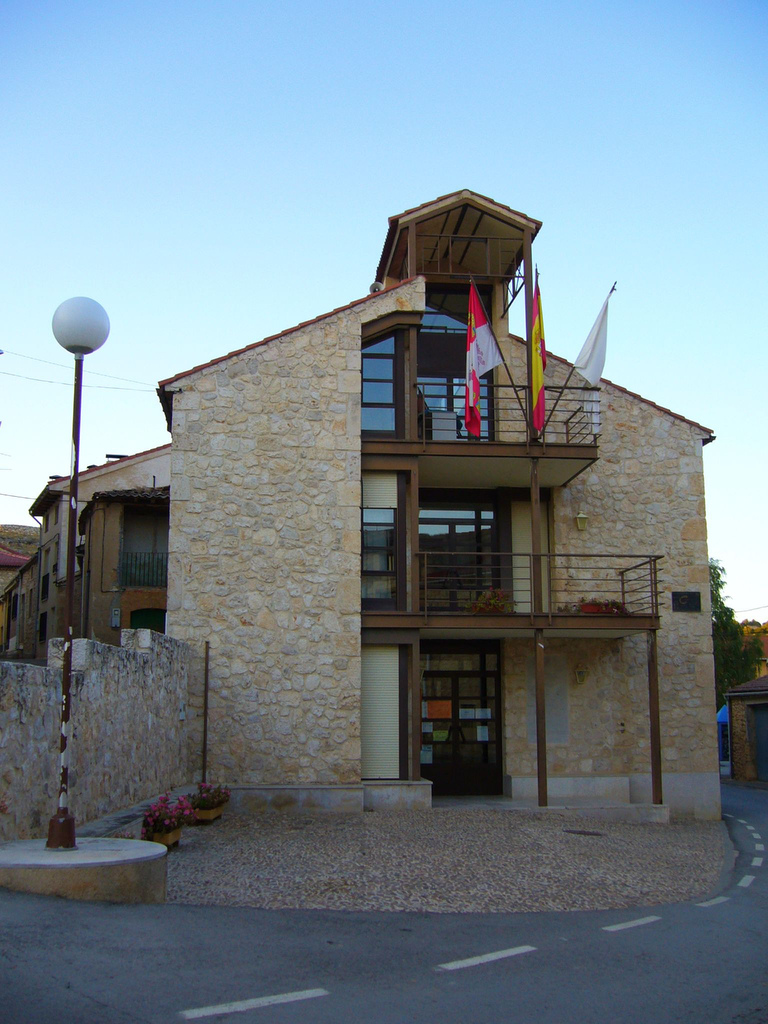
카스티예호데로블레도 시청.
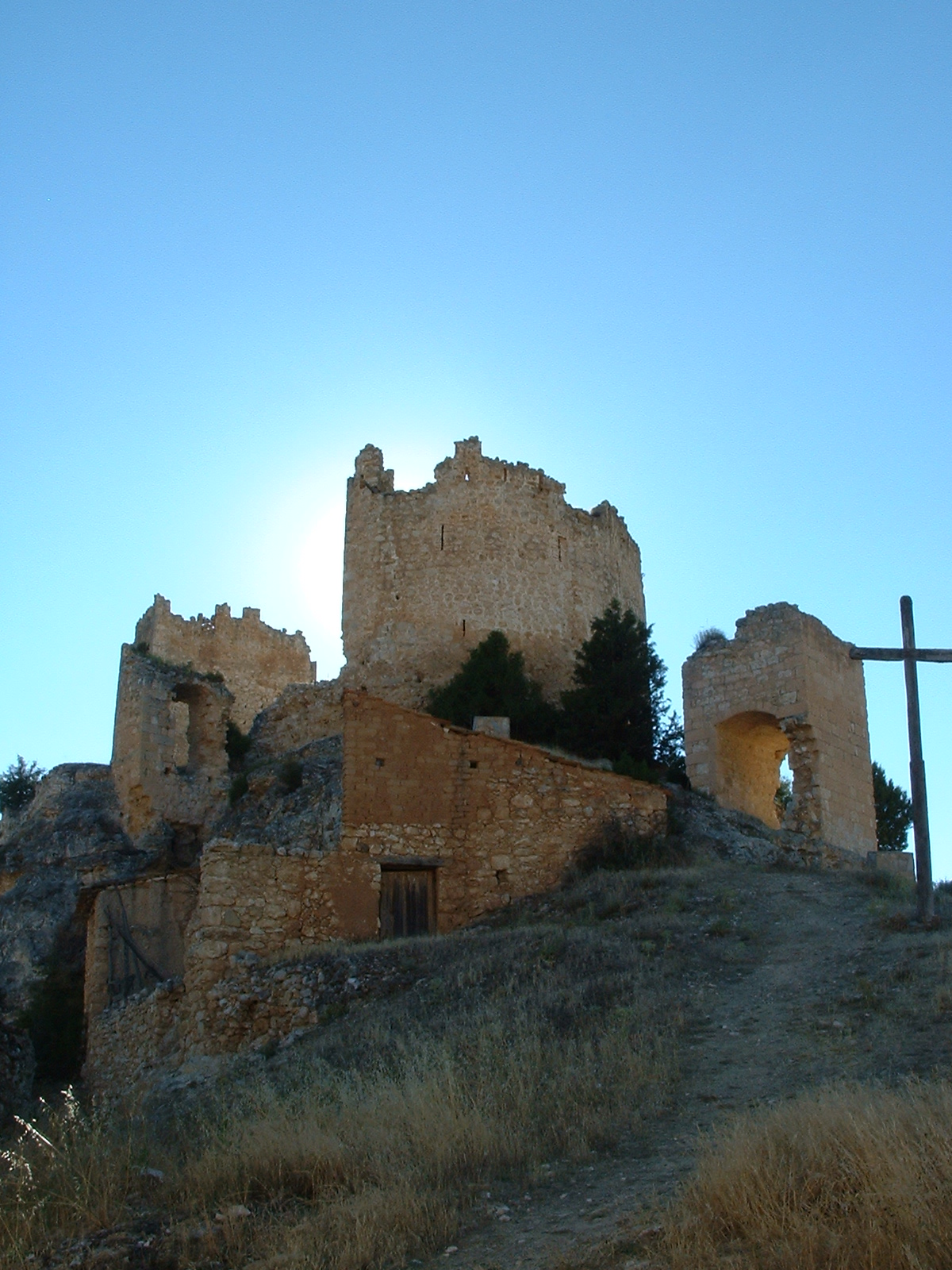
템플 기사단 성.
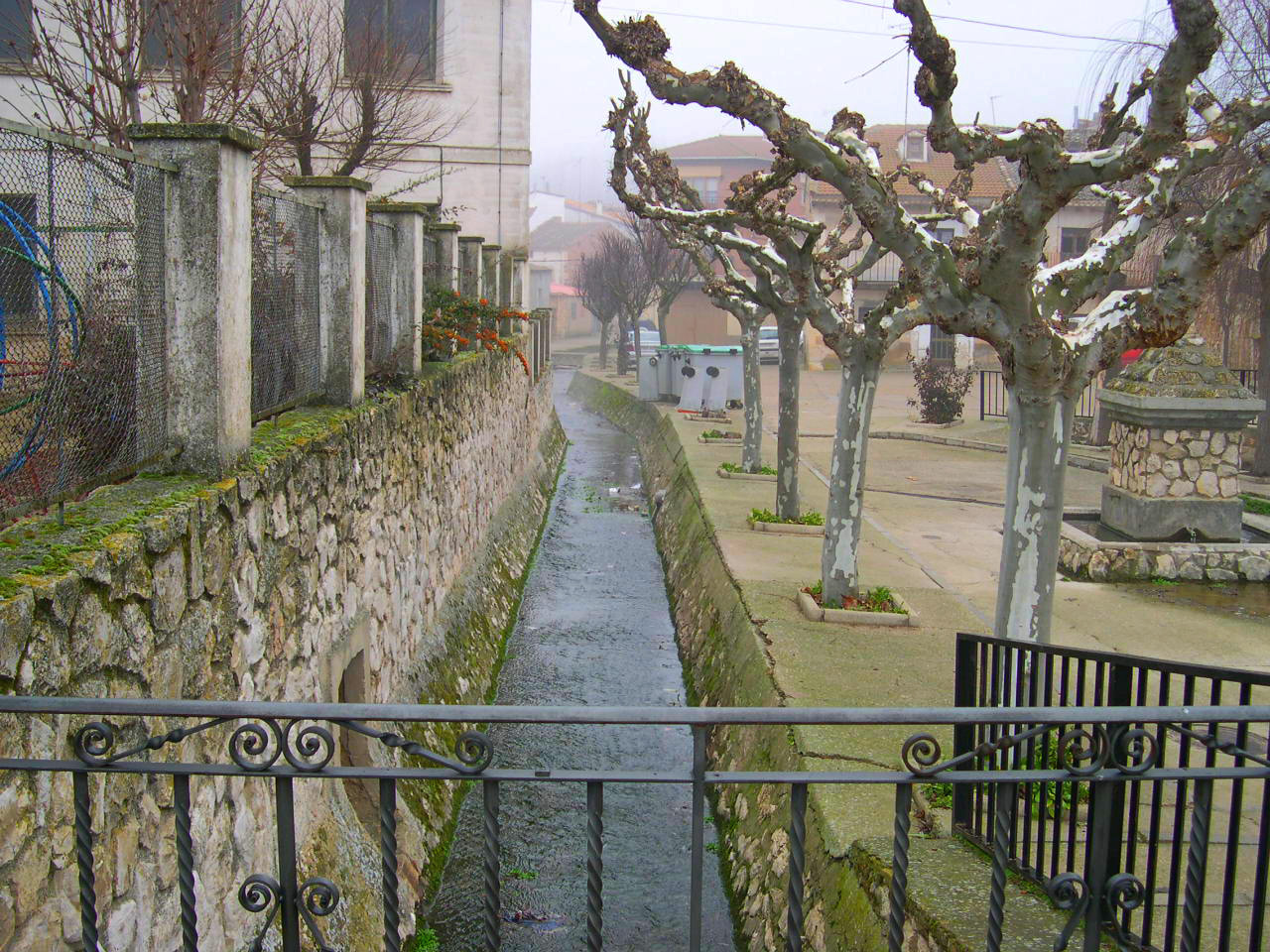
카스티예호데로블레도의 시냇물.
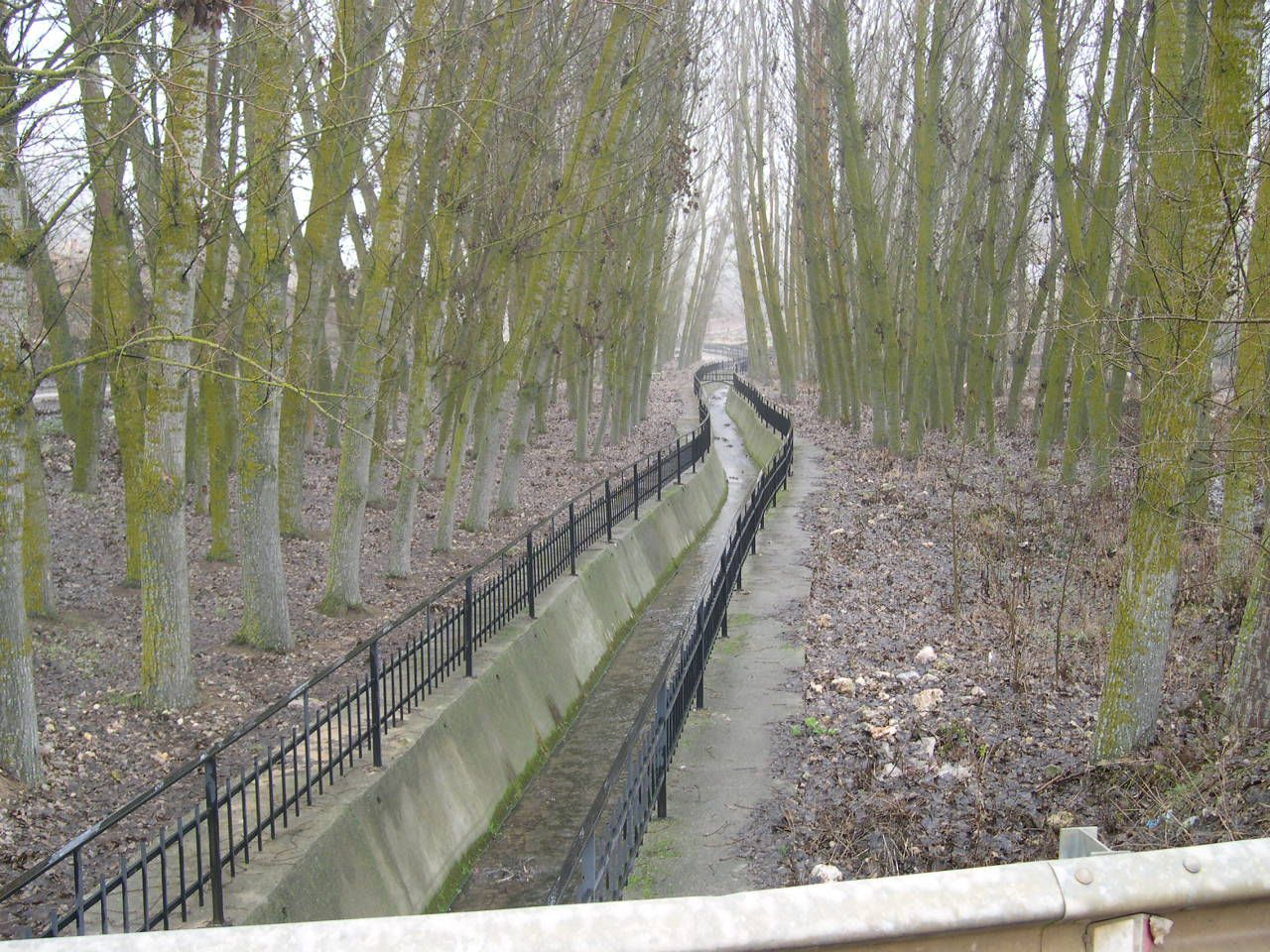
카스티예호데로블레도의 풍경.